# Aminoglutethimid
Aminoglutethimid ist eine chemische Verbindung aus der Gruppe der Glutarimide und wird als Arzneistoff verwendet.

## Gewinnung und Darstellung
Aminoglutethimid kann durch eine mehrstufige Reaktion ausgehend von 2-Phenylbutyronitril gewonnen werden. Dieses wird nitriert und das entstandene Zwischenprodukt unter basischer Katalyse mit Acrylsäureester umgesetzt. Ein saurer Ringschluss und anschließende katalytische Hydrierung liefert (R,S)-Aminoglutethimid.

## Eigenschaften
Aminoglutethimid ist ein weißer, geruchloser Feststoff mit bitterem Geschmack. Er ist wenig löslich bzw. praktisch unlöslich in Wasser.
Das Molekül hat ein chirales Zentrum am C-3. Aminoglutethimid ist das Racemat der beiden Enantiomere (3R)-3-(4-Aminophenyl)-3-ethylpiperidin-2,6-dion [(+)-Aminoglutethimid] und (3S)-3-(4-Aminophenyl)-3-ethylpiperidin-2,6-dion [(−)-Aminoglutethimid].
Pharmakologisch fungiert Aminoglutethimid als Hemmstoff in der körpereigenen Steroid-Biosynthese. Über die Hemmung der Aromatase vermindert es die Bildung von Estrogenen. Über die Hemmung der Cholesterin-Monooxygenase (P450scc) reduziert Aminoglutethimid ferner die Biosynthese aller hormonell aktiven Steroide, einschließlich der des Cortisols.

## Verwendung
Aminoglutethimid ist aufgrund seiner aromatasehemmenden (antiestrogenen) Wirkung als Zytostatikum zur Behandlung von hormonsensitiven metastasierenden Mammakarzinomen verwendbar (Orimeten, a. H.). Das Enzym Aromatase kommt in verschiedenen Geweben, aber auch in den Zellen des Mammakarzinoms vor. Wegen der hemmenden Wirkung auf die Cortisol-Biosynthese wurde Aminoglutethimid zur Behandlung des Cushing-Syndroms eingesetzt. Es wurde schon 1955 als Hypnotikum und Antiepileptikum eingeführt. Als Nebenwirkungen können Benommenheit und gastrointestinale Störungen auftreten. Die Halbwertszeit im menschlichen Körper beträgt etwa 13 Stunden bei Einmalgabe und 7 Stunden nach 6-wöchiger Behandlung. Die übliche Dosis beträgt 250 mg je Tag.

## Regulierung
Über den Safe Drinking Water and Toxic Enforcement Act of 1986 besteht in Kalifornien seit 1. Juli 1990 eine Kennzeichnungspflicht für Produkte, die Aminoglutethimid enthalten.